# 蘇州中学

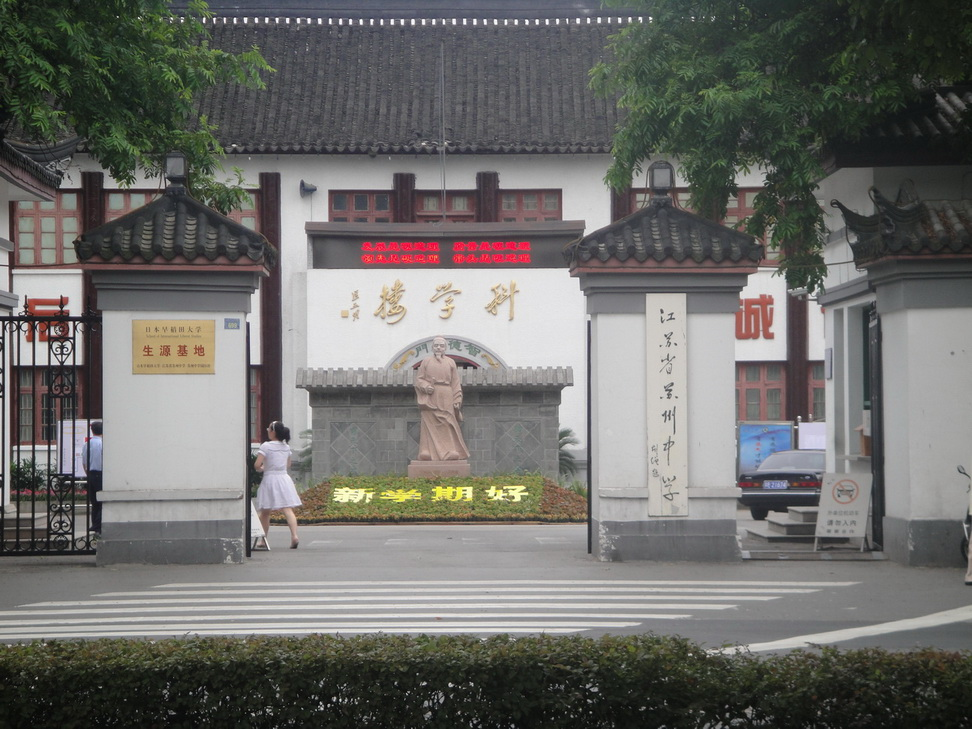
江蘇省蘇州中学

江蘇省蘇州中学（Suzhou High School of Jiangsu Province）は、中国江蘇省蘇州市にある高級中学。宋代の1035年、前身である蘇州府学創立。清代の1713年、府学の紫陽書院創立。1904年に江蘇師範學堂、1927年に江蘇省立蘇州中学、1952年に江蘇高級蘇州中学と改称。1978年に江蘇省蘇州中学。
1930年前後には、呂叔湘・銭穆ら後に学者として大成する人物が教鞭をとり、章炳麟・胡適・顧頡剛らが外部から講演に訪れた。